# بی‌سی کارت
بی‌سی کارت (انگلیسی: BC Card) شرکت خدمات مالی کره‌ای است، که در سال ۱۹۸۲ تأسیس شد.